# Самойлов, Валерий Ефимович
Вале́рий Ефи́мович Само́йлов (29 марта 1926, Зиновьевск — 9 февраля 2017, Москва) — советский и российский конструктор, руководитель работ по созданию крылатых ракет, орбитальной станции «Алмаз», спутников серии «Космос». Лауреат Ленинской и Государственной премий СССР.

## Биография
После начала Великой Отечественной войны — в эвакуации, работал в колхозе. В 1943—1944 гг. — курсант артиллерийского училища, город Энгельс Саратовской области.
С апреля 1944 по август 1946 г. в Красной Армии, командир артиллерийского подразделения Забайкальского фронта, участник войны с Японией.
В 1953 г. окончил МВТУ им. Н. Э. Баумана по специальности «инженер-механик», в 1956 г. — аспирантуру, кандидат технических наук.
С января 1957 г. работал в ОКБ-52, занимался разработкой систем управления ракетными комплексами. С января 1959 г. — начальник отдела, с 1970 г. — заместитель Главного конструктора, в 1977—1980 гг. — заместитель Генерального конструктора по системам управления.
В 1980 г. по личной просьбе переведён на работу в филиал № 1 Центрального конструкторского бюро машиностроения (ЦКБМ).
Участвовал в проектировании морских комплексов с крылатыми ракетами П-5, П-6, П-35, П-70 «Аметист», П-120 «Малахит», П-500 «Базальт», П-700 «Гранит», П-750 «Метеорит». Разрабатывал системы управления для баллистических ракет и космических носителей (УР-100, УР-200), для космического аппарата ИС («Истребитель спутников»), военной орбитальной станции «Алмаз».

## Награды и звания
- Ленинская премия 1959 г. — за работу по боевому комплексу с крылатой ракетой П-5.
- Государственная премия СССР — за заслуги в создании комплекса МБР УР-100У.
- Награждён орденами Красной Звезды (1945), Ленина (28.04.1963), Трудового Красного Знамени (26.04.1971), Отечественной войны II степени (1985).